# Veľké Trakany
Veľké Trakany és un poble i municipi d'Eslovàquia. Es troba a la regió de Košice, a l'est del país.

## Història
La primera referència escrita de la vila data del 1329.

## Demografia
| Godina             | 1994 | 2004    | 2014   | 2024   |
| ------------------ | ---- | ------- | ------ | ------ |
| Nombre de persones | 1242 | 1399    | 1417   | 1532   |
| Diferència         |      | +12,64% | +1,28% | +8,11% |

| Godina             | 2023 | 2024   |
| ------------------ | ---- | ------ |
| Nombre de persones | 1515 | 1532   |
| Diferència         |      | +1,12% |